# Valréas

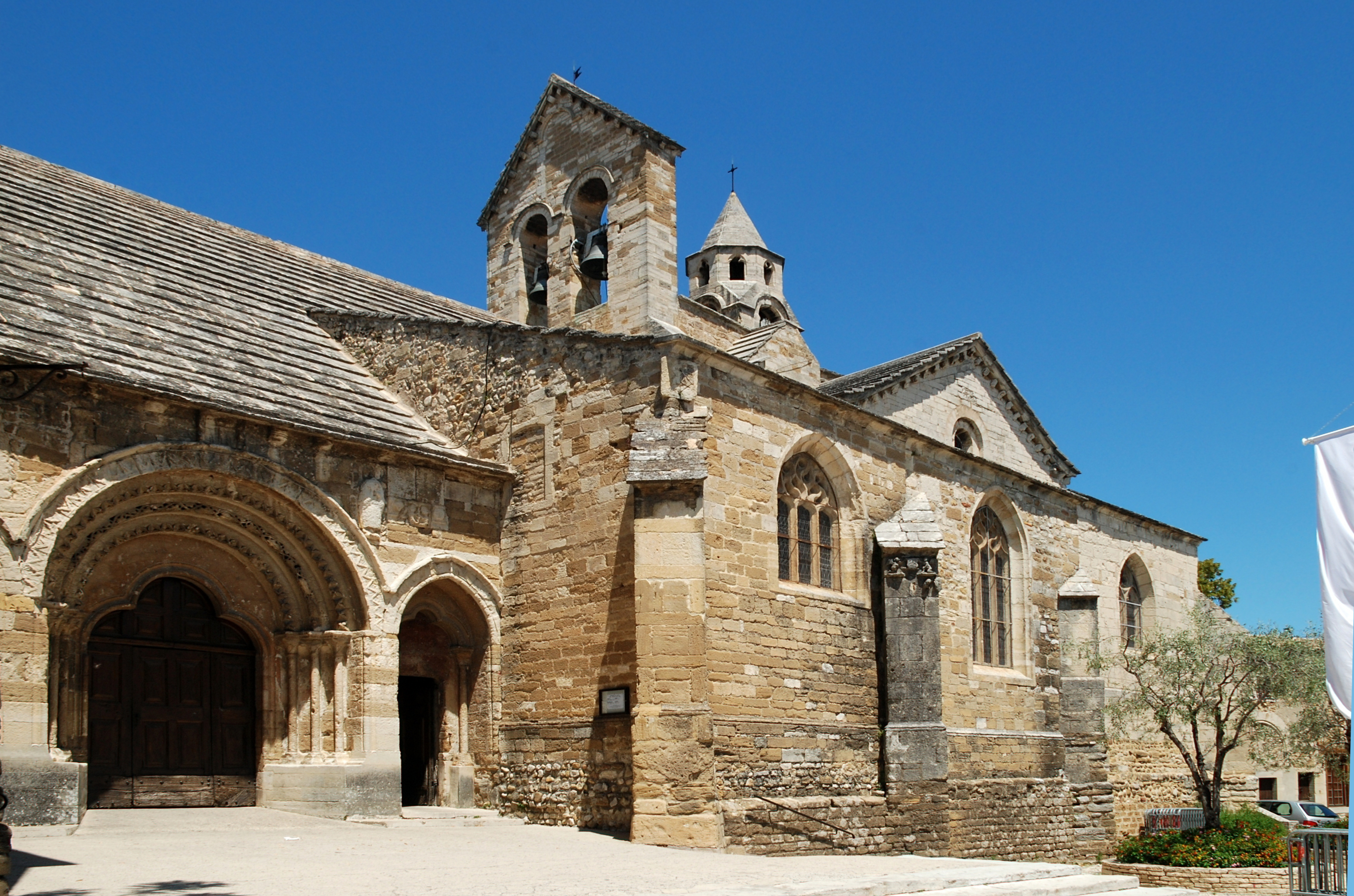
Valréas – Église Notre-Dame-de-Nazareth

Valréas ist ein südfranzösischer Weinort und eine Gemeinde (commune) mit 9.285 Einwohnern (Stand 1. Januar 2022) im Norden des Département Vaucluse in der Region Provence-Alpes-Côte d’Azur. Valréas liegt in der Provence nahe dem Tal der Rhone. Der Ort und der gleichnamige Kanton bilden eine Exklave des Départements Vaucluse, gänzlich umschlossen vom Gebiet des Départements Drôme.

## Lage und Klima
Der Ort Valréas liegt gut 38 km (Fahrtstrecke) südöstlich von Montélimar und etwa 65 km nordöstlich von Avignon in einer Höhe von ca. 250 m. Die Entfernung zum bekanntesten Berg der Provence, dem Mont Ventoux, beträgt rund 40 km (Luftlinie). Der nördliche Teil der Stadt wird vom Fluss Coronne berührt. Das Klima ist zumeist gemäßigt bis mild, an manchen Tagen weht jedoch der von Norden kommende Mistral heftig bis stürmisch; Regen (ca. 810 mm/Jahr) fällt überwiegend im Winterhalbjahr.

## Bevölkerungsentwicklung
| Jahr                       | 1800 | 1851 | 1901 | 1954 | 1999 | 2018 |
| Einwohner                  | 3327 | 4713 | 5408 | 5629 | 9425 | 9426 |
| Quellen: Cassini und INSEE |      |      |      |      |      |      |

Trotz der Reblauskrise im Weinbau, der zunehmenden Mechanisierung der Landwirtschaft, der Aufgabe bäuerlicher Kleinbetriebe („Höfesterben“) und der daraus resultierenden Arbeitslosigkeit auf dem Lande ist die Einwohnerzahl der Gemeinde in der ersten Hälfte des 20. Jahrhunderts in etwa stabil geblieben; in der zweiten Hälfte des 20. Jahrhunderts ist sie jedoch wegen der anhaltenden Zuwanderung aus den umgebenden Bergregionen deutlich angestiegen.

## Wirtschaft
Landwirtschaft und Weinbau spielen seit alters her die wichtigsten Rollen im Wirtschaftsleben der Gemeinde. Wegen des Wasser- und Holzreichtums der Gegend entstanden sich im 19. Jahrhundert zusätzlich eine Industrie zur Herstellung von Kartonagen. Der Wein aus Valréas hat seit dem Jahr 1966 eine eigene Appellation innerhalb des Anbaugebiets Côtes du Rhône Villages.

## Geschichte

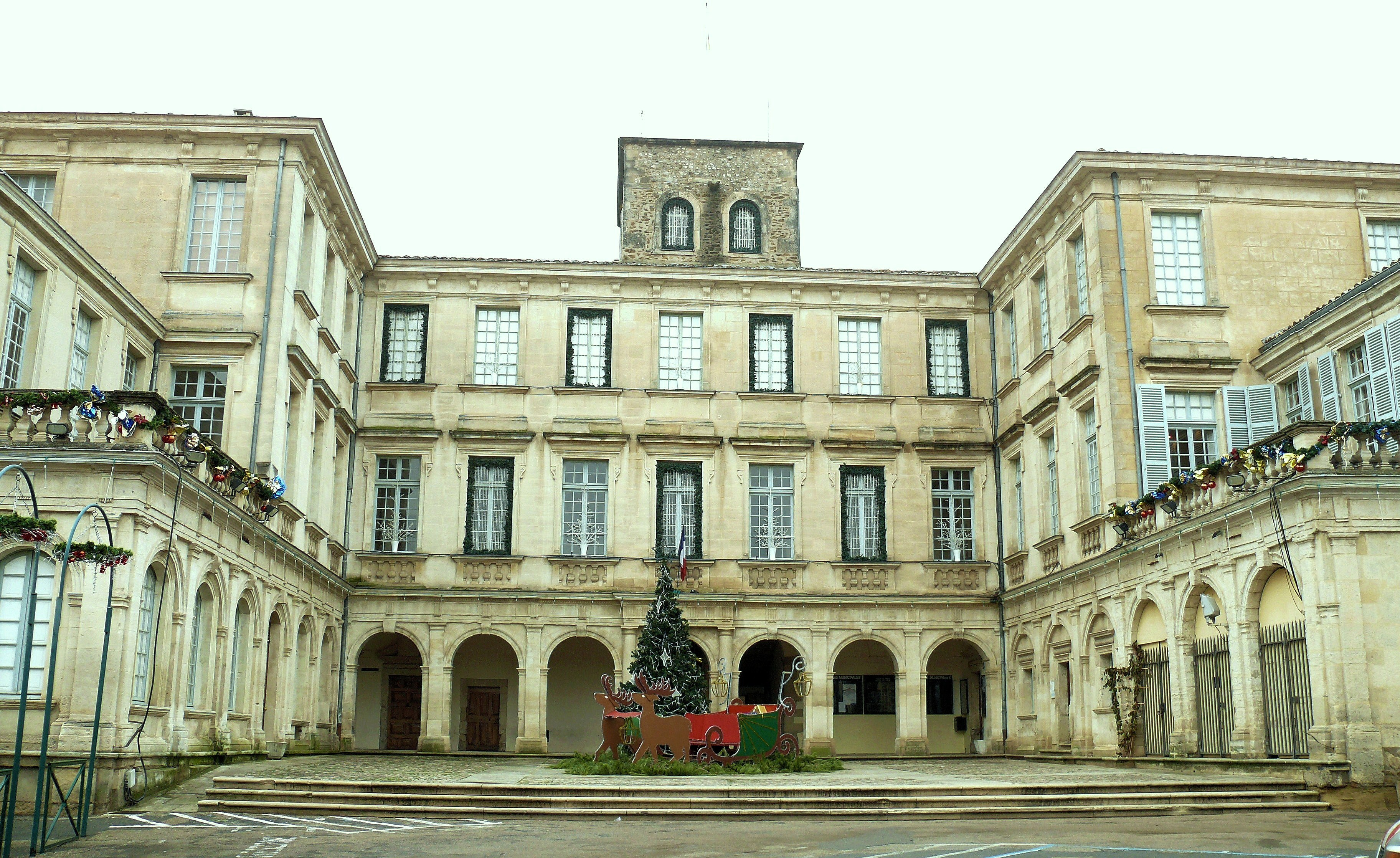
Valréas – Château de Simiane

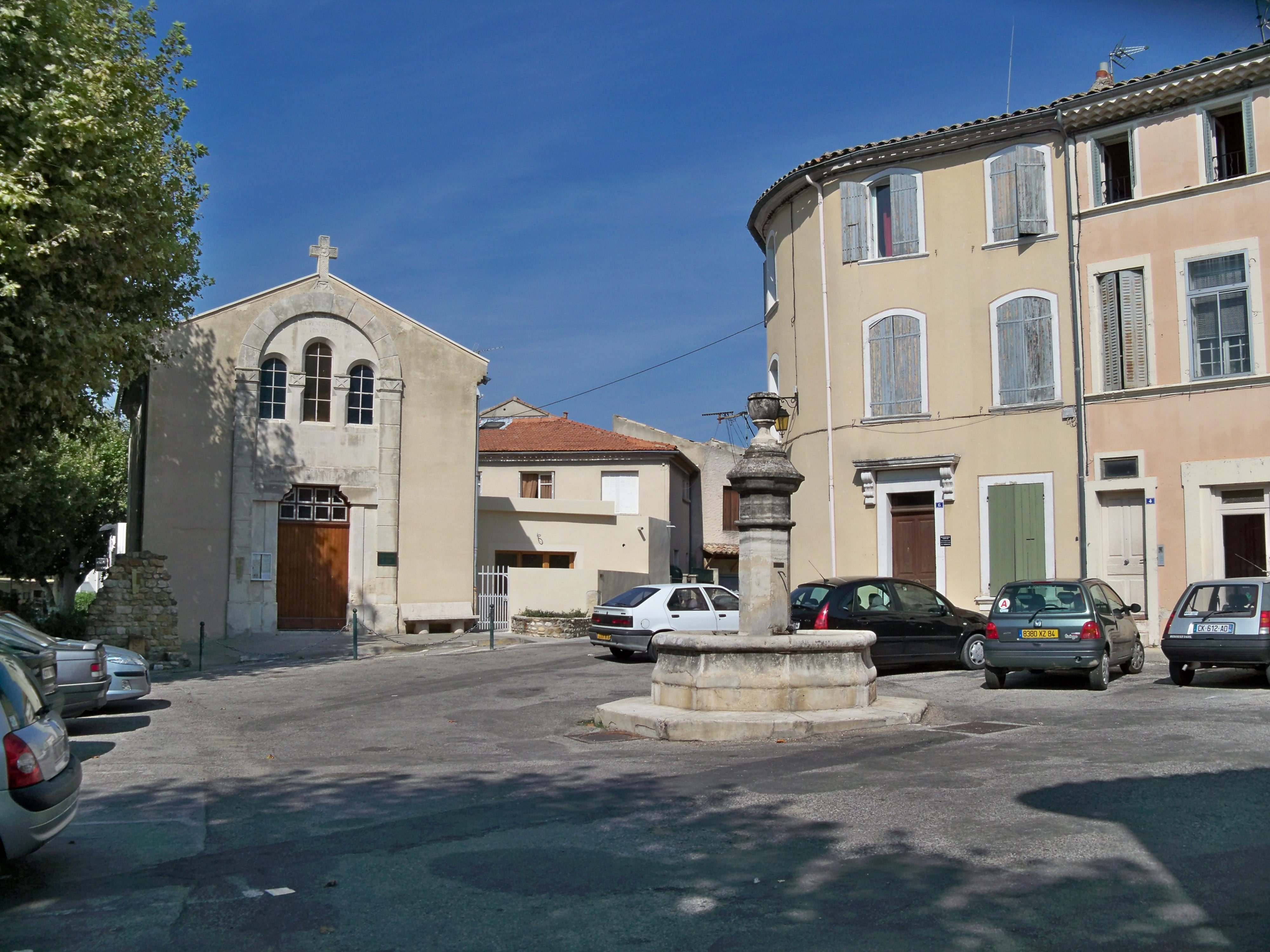
Temple protestant

Die Ursprünge von Valréas reichen möglicherweise bis in die karolingische Zeit zurück. Im 10. oder 11. Jahrhundert gründete die etwa 50 km nordwestlich gelegene Abtei von Cruas hier ein Priorat, in dessen Nähe im 13. Jahrhundert eine Burg (castrum) entstand. Papst Johannes XXII., der zweite Papst, der in Avignon residierte, kaufte im Jahr 1317 das Gebiet um Valréas und stellte es unter die Autorität des Heiligen Stuhls. Im Jahr 1562 eroberte der protestantische Heerführer François de Beaumont kurzzeitig die Stadt. Das Gebiet blieb bis zur Französischen Revolution in päpstlichem Besitz. Der Canton wird daher als L’Enclave des Papes („Papst-Enklave“) bezeichnet und bildet eine Enklave im Gebiet des Départments Drôme. Valréas trägt den Beinamen Cité des États Pontificaux.

## Sehenswürdigkeiten
- Die romanische Kirche Notre-Dame-de-Nazareth entstand – möglicherweise anstelle der alten Prioratskirche – im 12. Jahrhundert; sie erlebte jedoch mehrere Umbauten und Ergänzungen. Seltsamerweise hat sie sowohl einen Glockengiebel (clocher mur) als auch einen Glockenturm (clocher). Imposant ist das triumphbogenartig gestaltete Portal. Die Kirche ist bereits seit dem Jahr 1862 als Monument historique anerkannt.[1]
- Der Tour du Tivoli ist der letzte Rest der ansonsten zerstörten mittelalterlichen Stadtbefestigung. Er ist seit dem Jahr 1932 als Monument historique anerkannt.[2]
- Das Château de Simiane entstand in den Jahren 1639–1641. Seit dem 19. Jahrhundert dient es als Rathaus. Es ist seit dem Jahr 1913 als Monument historique eingestuft.[3]
- Das Café de la Paix hat noch seine originale Innenausstattung aus den Jahren 1904/05. Es ist seit dem Jahr 1986 als Monument historique anerkannt.[4]
- Die äußerlich unscheinbare „Kapelle der Weißen Büßer“ (Chapelle des Pénitents blancs) wurde im 16. Jahrhundert erbaut. Sie zeigt im Innern einen imposanten Gemeinschaftssaal aus dem 18. Jahrhundert.[5]
- Die protestantische Kirche (Temple protestant) stammt aus dem frühen 20. Jahrhundert.[6]

## Städtepartnerschaften
- Saint-Paul-de-Joliette, Québec, Kanada (seit 1986)
- Sachsenheim, Deutschland (seit 1994)
- Montignoso, Italien (seit 2005)

## Persönlichkeiten
- Bruno Chevillon (* 1959), Jazzkontrabassist
- Joseph Daultanne (1759–1828), General
- Manon Valentino (* 1990), Radrennfahrerin